# Taglia (tributo)
Per  taglia  (in francese taille /taj(ə)/) si intende un tributo medievale. 
Il nome deriva dall'antica abitudine di contabilizzare le riscossioni in denaro tagliando tacche di intaglio su particolari bastoni, che sono consegnati per certificarne il pagamento.

## Storia
La taglia fu un'imposta diretta che a partire dalla seconda metà dell'XI secolo si aggiunse alle varie esazioni che già gravavano sulla popolazione rurale, soggetta alle signorie di banno. Originariamente veniva riscossa in maniera totalmente arbitraria da parte del signore e perciò veniva detta "a misericordia", intendendo che solo la misericordia del signore determinava l'ammontare del tributo. Nacque come esigenza del signore di poter richiedere un aiuto materiale all'occorrenza, rivolgendosi alla popolazione rurale su cui governava, ripartendo il carico tra i contadini sulla base dei fuochi, ovvero i nuclei familiari.
Nel corso del XII secolo quest'imposta perse il proprio carattere irregolare e venne "abbonata", ovvero il suo importo divenne fisso e generalmente a cadenza annuale. Nel corso dei secoli XIII-XIV furono le comunità contadine a richiedere la regolarizzazione dell'imposta, che venne concordata tramite carte di franchigia, o di affrancamento, concesse dal signore.
Con lo sviluppo delle monarchie nazionali e degli Stati principeschi e comunali vennero introdotte imposte dirette che presero il nome di taglia o focatico, suddividendo il peso dei contributi tra le famiglie o fuochi.

## In Francia
Nella Francia medievale e poi durante l'Ancien Régime la taille era una imposta fondiaria diretta che colpiva i contadini e più in generale chi non era nobile (roturier).
Originariamente era solo una tassa eccezionale (imposta e riscossa nei momenti di necessità, in quanto il re avrebbe dovuto far conto solo sui ricavi del domaine, o sulle terre che appartenevano a lui direttamente); la taille assunse regime annuale nel 1439, quando fu concesso da Carlo VII il diritto di riscuotere tasse a sostegno di un esercito in servizio permanente durante la Guerra dei cent'anni. Il 2 novembre 1439, gli Stati Generali, riuniti dal mese di ottobre a Orléans, decidono il mantenimento di un esercito permanente per scacciare definitivamente gli inglesi dal suolo della Francia. Questa decisione innesca una rivolta dei nobili: la Praguerie (contro Carlo VII nel 1440). Per finanziare lo sforzo bellico gli Stati generali decidono di stabilire una nuova tassa, che verrà pagata da ogni famiglia del regno: la taille. I delegati concedono a Carlo VII permesso di aumentarne l'entità ogni anno. 
A differenza delle moderne imposte sul reddito, la quantità totale della taille fu determinata a priori (dopo che gli Stati Generali l'avevano sospesa nel 1484) dal re di Francia di anno in anno e questo importo veniva poi diviso tra le varie province reali per la riscossione. 
Questa nuova tassa annua sarà abolita durante la Rivoluzione francese.
Originariamente, il termine taille si riferisce al bâton de taille (o bastone da conteggio): un bastone di legno intagliato e graduato, per tenere traccia dei valori rappresentati: un sistema di conteggio accessibile alle persone che non sapevano né leggere né scrivere. Era usato in primo luogo per i pagamenti a credito e successivamente viene applicato alla tassazione.
La taille reale poteva assumere due forme:
- taille personale (nella maggior parte dei pays d'élection), essa ricadeva sui capi famiglia roturier, ripartita tra tutti i componenti, "secondo le loro possibilità". Era la formula più comune.
- taille effettiva (nella maggior parte dei pays d'État), essa riguardava i beni fondiari, i terreni coltivabili. Era determinata a partire dal catasto (dal compoix in Linguadoca) che registrava la superficie ed il valore dei terreni di ciascuna comunità. Un nobile era tassato sui suoi beni dei popolani (roturier), un contadino era esentato sui beni di proprietà dei nobili.

L'imposizione personale si basava sul focolare fiscale, o focatico, il luogo attorno al quale sono radunati il capo di famiglia e i suoi figli. Solo il nome del capo di famiglia era indicato nei registri. L'ammontare della taille era determinato arbitrariamente in funzione dei bisogni del signore feudale e delle capacità della popolazione.
La riscossione era assicurata da uomini scelti tra la popolazione di una parrocchia: questi incaricati ne rispondevano con le loro proprietà.
Esentati dall'imposta erano clero e nobili (ad eccezione di terre non dei nobili nei pays d'État), gli ufficiali della corona, militari, magistrati, professori universitari e studenti e le franchigie (città franche) come Parigi. Numerose altre città erano esentate, come Dieppe dal 1463. La Bretagna era interamente esente dalla taille. Si trattava in generale di privilegi locali che non erano revocabili dal re.
La taille sotto Enrico IV rappresentava circa il 60% delle entrate del regno, il 25% alla fine del regno di Luigi XIV. Lo Stato si finanziava molto coi prestiti e le imposte indirette (gabelle).
La taille effettiva sulla terra e la taille personale colpivano i ricavi. Nei pays d'État, era lo Stato che distribuiva la taille tra le parrocchie della provincia; nei pays d'élection è stato l'intendente.
La taille, ripartita tra i contribuenti sulla base del loro reddito presunto, è stata riscossa da esattori, nominati dall'Assemblea dei contadini. Per garantire la ricezione dell'imposta, tutti i ricchi abitanti di un villaggio erano responsabili in solido di fronte al Tesoro. La capitazione, istituita nel 1695, è stata pagata pro capite.

### Suddivisioni territoriali

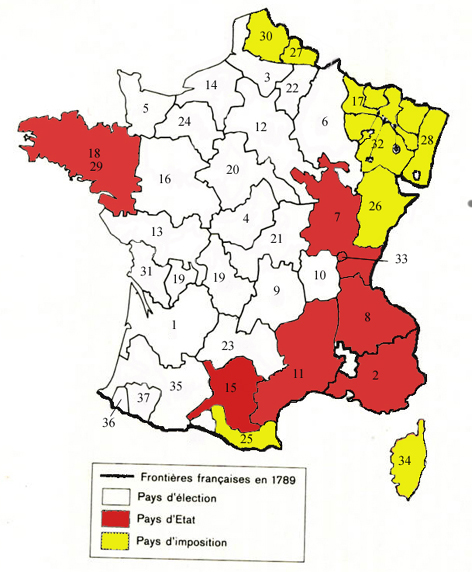
Généralité in Francia nel 1789. Le aree in rosso sono pays d'État; in bianco, pays d'élection; in giallo, pays d'imposition.

Nel tentativo di riforma del sistema fiscale, sono state create nuove divisioni amministrative nel XVI secolo.
Le recettes générales, comunemente note come généralité e supervisionate all'inizio da receveurs généraux o généraux conseillers (esattori fiscali), furono inizialmente solo distretti di tassazione.
Il loro ruolo è stato costantemente aumentato; verso la metà del XVII secolo le généralité erano sotto l'autorità di un intendant e divennero un veicolo per l'espansione del potere reale in materia di giustizia, fiscalità e polizia. Allo scoppio della rivoluzione francese, c'erano 36 généralité; le ultime due sono state create poco prima, nel 1784.
Fino alla fine del XVII secolo, gli esattori erano chiamati receveurs royaux. Nel 1680, è stato istituito il sistema della Ferme générale, un'operazione di concessione in appalto della riscossione in cui dei privati ricchi (spesso banchieri creditori dello stato) acquistano il diritto di riscuotere la taglia a nome del re, attraverso una concessione che dura sei anni (alcune tasse, tra cui gli aides e la gabelle, erano state riscosse in questo modo già dal 1604). I grandi concessionari della riscossione in quel sistema erano conosciuti come i fermiers généraux ("gli agricoltori generali" - i possidenti terrieri della généralité).

### Riscossione
L'esazione fiscale efficiente fu una delle cause principali dell'accentramento amministrativo e reale della Francia nella storia moderna. La taille divenne delle principali fonti del tesoro reale (all'incirca sino alla metà nel 1570), l'imposta diretta più importante del periodo precedente la rivoluzione francese, che ha sostenuto il costo crescente delle guerre nei secoli XV e XVI. Le documentazioni dimostrano l'incremento della taglia da 2,5 milioni di livre nel 1515 a sei milioni dopo il 1551; nel 1589, la taille raggiunse un record di 21 milioni di livre, prima dell'abolizione.
La taille era solo una di una serie di tasse. Esisteva anche il taillon (una tassa per le spese militari), una tassa reale sul sale (la gabella), le tariffe reali (aides, "aiuti") su vari prodotti (compreso il vino), le tariffe locali su prodotti particolari (douane, "dogana, dazio") o riscossa su merci all'ingresso nella città ("octroi") o venduti nelle fiere e tasse locali.
Infine, la Chiesa beneficiava di una tassa obbligatoria chiamata dîme, la decima.
Luigi XIV creò diversi sistemi di tassazione supplementari, tra cui la capitation (testatico, dal 1695) che ha colpito ogni persona compresi nobili e clero (anche se si poteva acquistare l'esenzione con una grossa somma una tantum) e la dixième (dal 1710 al 1717, ripristinata nel 1733), che era una vera imposta sul reddito e sul valore della proprietà e aveva lo scopo di sostenere i militari.
Nel 1749, sotto Luigi XV, una nuova imposta basata sulla dixième, la vingtième(o "un ventesimo"), è stata emanata per ridurre il disavanzo reale e questa tassa perdurò per tutto il periodo dell'Ancien Régime. Questa tassa era basata esclusivamente sui ricavi (5% dell'utile netto da terreni, proprietà, commercio, industria e dagli incarichi ufficiali - cariche pubbliche) e aveva lo scopo di colpire tutti i cittadini, indipendentemente dalla condizione. Ma il clero, le regioni che appartenevano ai pays d'État e i parlamenti si opposero; il clero ha avuto l'esenzione, i pays d'état hanno ottenuto aliquote ridotte, e i parlamenti fermarono i nuovi proclami in materia di reddito, facendo della vingtième una tassa molto meno efficiente rispetto a quella che era stata progettata. Le esigenze finanziarie della Guerra dei sette anni portarono ad una seconda (1756–1760) e poi ad una terza (1760–1763) creazione della vingtième. Nel 1754, la vingtième aveva prodotto una raccolta di 11,7 milioni di livre. La taille alla fine divenne una delle tasse più odiate dell'Ancien Régime.